# Настя (телепередача)
«На́стя» — российская телепередача, непродолжительное время выходившая на «Первом канале» осенью 2012 года. Она выходила по воскресеньям вечером, сразу же после информационно-аналитической программы «Воскресное Время».

## Основа
Проект «Настя» был назван так в честь его ведущей — Анастасии Заворотнюк. Программа представляла собой аналог американского шоу «One Woman Show» с ведущей Хелен Фуллертон. Суть программы была в том, что Заворотнюк обсуждала с зрителями актуальные для России темы, но делала это в юмористической форме. Сама Анастасия Заворотнюк оценивала проект так:
Всё, что вы увидите — это настоящая Настя Заворотнюк, со своими мыслями и интересами. Я говорю со зрителями на те темы, которые волнуют меня в реальной жизни. Получается, женский взгляд на проблемы, новости, события. Но это не значит, что шоу только для женщин, мужчинам тоже будет на что посмотреть.
Шоу отличалось несвойственной для «Первого канала» откровенностью. В своих выпусках Анастасия задавала приглашённым в гости знаменитостям откровенные вопросы, а один раз даже сняла с себя всю верхнюю одежду.
31 октября 2012 года в интернете появилась информация о том, что «Первый канал» закрывает передачу. Сообщения об этом оказались «уткой». Тем не менее, 9 декабря 2012 года был показан четвёртый выпуск телешоу, который и стал последним. Руководство «Первого канала» официально заявило о закрытии телешоу в связи с низкими рейтингами. Среди четырёх вышедших передач максимальный рейтинговый показатель составил 2,8 %, а доля — 8,5 %.
1 июня 2024 года, спустя три дня после смерти Анастасии Заворотнюк, на «Первом канале» был показан повтор первого выпуска шоу.

## Критика
Александр Мельман:
Это должно было быть грандиозное шоу. С великолепной няней в главной роли. И вот случилось! Она вышла и первым делом позвала в эфир почему-то Валдиса Пельша. Почему Пельша? Кто он такой, давай, до свидания. <...>Потом стала шутить, как по писаному. Кто-то написал, а она запомнила. Хорошая ведь актриса, и память ещё не подводит. Потом что-то ещё про секс вспомнила. (16+), конечно. Вот, собственно, и всё, вот и вся «Настя», которая на этом приказала долго жить. Ведь больше такой программы нет. И не будет?
Илона Егиазарова, главный редактор сайта «Вокруг ТВ»:
«Первый канал» дал ещё один шанс этому шоу и… лишний раз продемонстрировал: не жилец этот проект. Снова натужное Настино чтение чьих-то якобы остроумных опусов, перемежаемых словечком «неужели», снова деревянные гости, озвучивающие написанные кем-то не смешные шутки… Я уже говорила: Заворотнюк – женщина, безусловно, красивая, ею хочется любоваться. Но няня Вика, видимо, предел её актёрских умений. Ну не Грета Гарбо она, сколько бы париков и нарядов за передачу не сменила! Жанр женского юмора – вообще дело неподъёмное, а уж в сочетании с пением, танцами, стриптизом и обливанием водой – такое себе даже Людмила Гурченко в бенефисах не позволяла.